# بازگشت روح (فیلم ۲۰۱۲)
بازگشت روح (به هندی: Bhoot Returns) فیلمی محصول سال ۲۰۱۲ و به کارگردانی رام گوپال وارما است. در این فیلم بازیگرانی همچون مانیشا کویرالا، جی.دی چاکراوارتی، مادو شالینی و آلایانا شارما ایفای نقش کرده‌اند.